# Cyclophyllum saviense
Cyclophyllum saviense är en måreväxtart som beskrevs av André Guillaumin. Cyclophyllum saviense ingår i släktet Cyclophyllum och familjen måreväxter.
Artens utbredningsområde är Samoa. Inga underarter finns listade i Catalogue of Life.